# Grabina (województwo opolskie)
Grabina (dodatkowa nazwa w j. niem. Grabine, cz. Hrabyně) – wieś w Polsce, położona w województwie opolskim, w powiecie prudnickim, w gminie Biała. Historycznie leży na Górnym Śląsku, na ziemi prudnickiej. Położona jest na terenie Kotliny Raciborskiej, będącej częścią Niziny Śląskiej.
W latach 1975–1998 miejscowość należała administracyjnie do ówczesnego województwa opolskiego.
Według danych na 2011 wieś była zamieszkana przez 430 osób.
Wieś posiada przysiółek Śmieciak i kolonię Kolonia Otocka.

## Geografia

### Położenie
Wieś jest położona w południowo-zachodniej Polsce, w województwie opolskim, około 13 km od granicy z Czechami, w zachodniej części Kotliny Raciborskiej. Należy do Euroregionu Pradziad. Leży na obszarze 603 ha. Ma charakter rolniczy.

### Środowisko naturalne
W Grabinie panuje klimat umiarkowany ciepły. Średnia temperatura roczna wynosi +8,2 °C. Duże zróżnicowanie dotyczy termicznych pór roku. Średnie roczne opady atmosferyczne w rejonie Grabiny wynoszą 610 mm. Dominują wiatry zachodnie.

### Integralne części wsi
| SIMC    | Nazwa          | Rodzaj     |
| ------- | -------------- | ---------- |
| 0491274 | Kolonia Otocka | kolonia    |
| 0491280 | Śmieciak       | przysiółek |

## Nazwa
Miejscowość ma metrykę średniowieczną i jest notowana od XIII wieku. Po raz pierwszy w 1285 w obecnej formie Grabina, 1743 Grabin, 1784 Grabin, 1845 Grabin, Grabina, 1865 Grabine, Grabina, 1939 Grabina, Gershain, 1947 Grabina .
Nazwa pochodzi od nazwy pospolitej grabina (prasłowiańskie *grabъ / *grabrъ + -*ina), oznaczającej las grabowy lub drewno grabowe .
W opracowanej w 1971 przez Powiatowy Inspektorat Statystyczny w Prudniku Statystycznej charakterystyce miejscowości w gromadach powiatu prudnickiego, miejscowość została wymieniona pod nazwą Grabina.

## Historia
Grabina była posiadłością kasztelani bialskiej. Wieś po raz pierwszy wzmiankowana była w 1279, kiedy to kasztelanem w Białej był rycerz Henryk z Grabiny. Do 1742 wieś należała do powiatu sądowego bialskiego w Monarchii Habsburgów. Po I wojnie śląskiej znalazła się w granicach Królestwa Prus i weszła w skład powiatu prudnickiego w prowincji Śląsk.

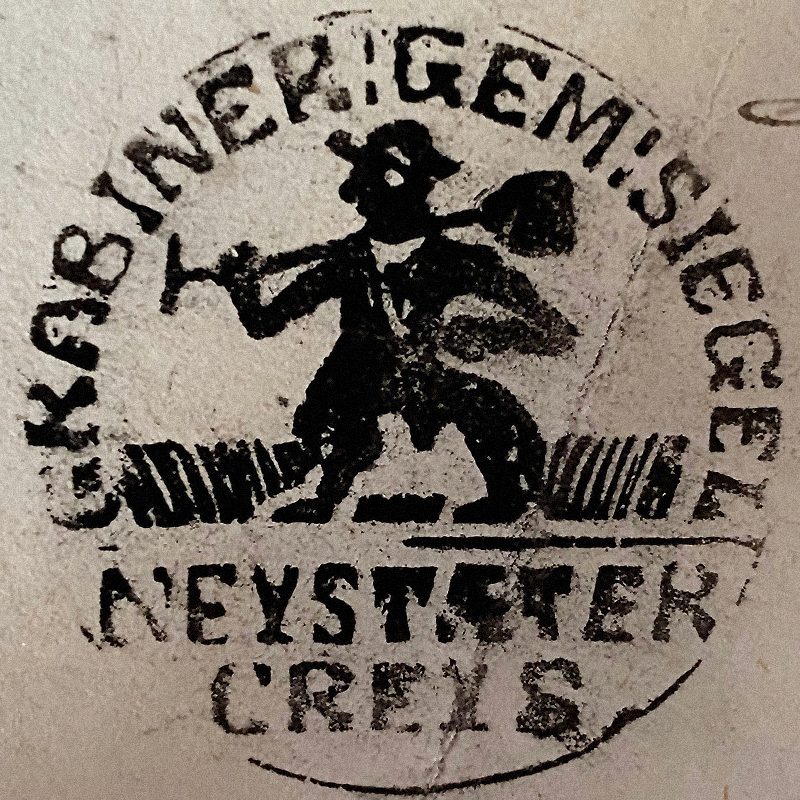
Pieczęć Grabiny (1859)

Do czasu parcelacji majątku ziemskiego w 1842, ludność Grabiny wynosiła około 400 mieszkańców. W 1842 hrabia Matuschka sprzedał swoje dobra w rejonie Białej, w tym Grabinę panom von Gersdorf, którzy w następnych latach rozparcelowali dobra i sprzedali resztę Müllerowi. W 1845 we wsi założono szkołę. W 1861 zbudowano kościół parafialny Matki Boskiej Szkaplerznej, a następnie plebanię. W 1886 wzniesiono klasztor elżbietanek połączony ze szpitalem. W 1881 w miejscowości mieszkało 83 osadników. Wieś liczyła 1283 morg rozległości i znajdowała się w niej kaplica oraz 2-klasowa szkoła katolicka. W XIX wieku w Grabinie funkcjonował młyn napędzany kołem wodnym. Wieś posiadała swoją własną pieczęć, która przedstawiała w polu chłopa z łopatą na ramieniu kroczącego w prawo, pod nim murawa, a w otoku napis: GRABINER: GEM: SIEGEL / NEYSTAETER CREYS (pol. Gmina Grabina / Powiat Prudnicki).

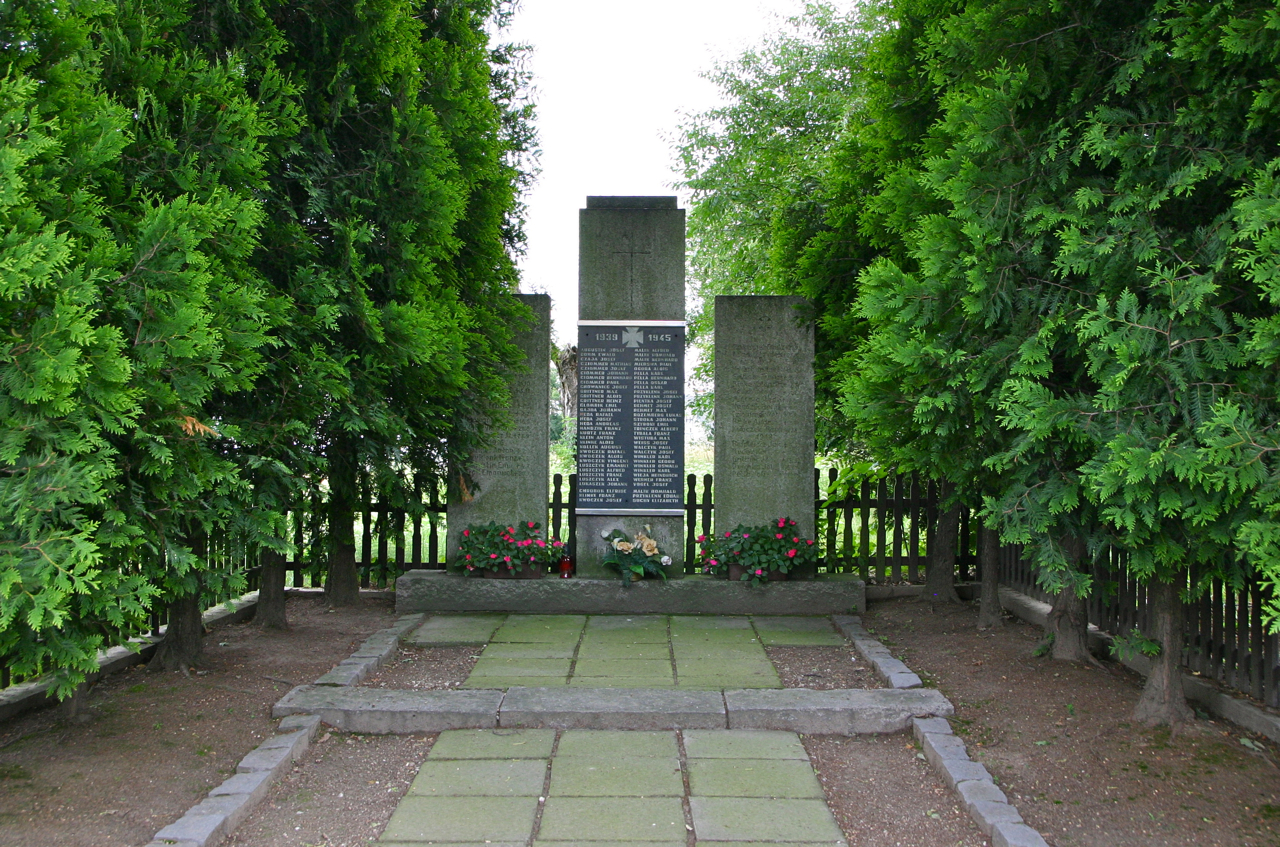
Pomnik upamiętniający mieszkańców Grabiny poległych w I i II wojnie światowej

Według spisu Pruskiego Urzędu Statystycznego z 1 grudnia 1910 we wsi mieszkało 801 osób w tym 379 mężczyzn i 422 kobiety z czego 52 osoby było Niemcami, a 749 Polakami. W 1921 w zasięgu plebiscytu na Górnym Śląsku znalazła się tylko część powiatu prudnickiego. Grabina znalazła się po stronie zachodniej, poza terenem plebiscytowym.

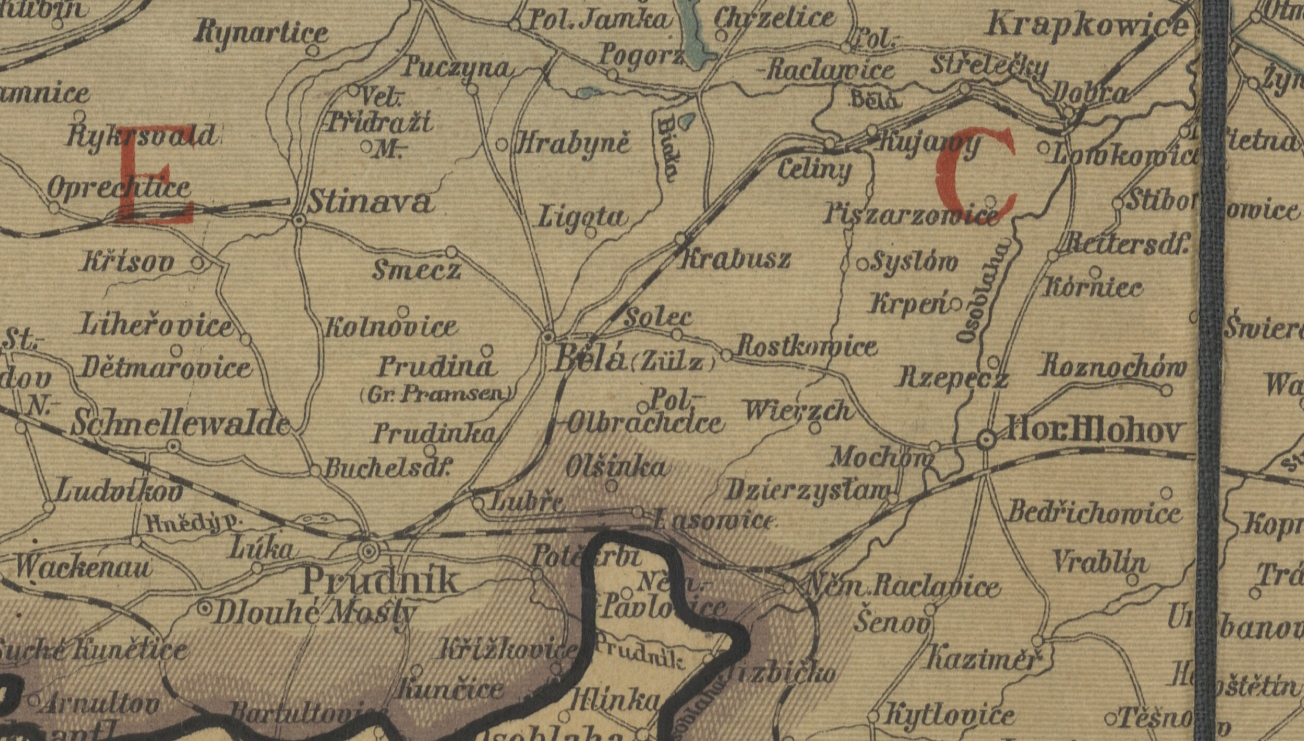
Grabina (Hrabyně) wśród miejscowości ziemi prudnickiej na czeskiej mapie z 1922

W 1927 założono jednostkę ochotniczej straży pożarnej. Od czerwca 1931 w wiosce funkcjonowała prywatna szkoła polska, która była zlokalizowana w 1-izbowej salce na piętrze, wynajętej od właściciela domu Jana Augustyna, który na szkolne boisko przeznaczył część swojego pola. W okresie międzywojennym w miejscowości funkcjonowały polskie organizacje: oddział Związku Polaków w Niemczech, Polskie Towarzystwo Szkolne, Towarzystwo Polek. W każdą niedzielę odbywało się polskie nabożeństwo w miejscowym kościele katolickim, prowadzone przez Karola Koziołka. W 1931 wieś odwiedził konsul RP Leon Malhomme.
Po dojściu do władzy w Niemczech narodowych socjalistów nazwa miejscowości zmieniona została na ahistoryczną, niemiecką nazwę Gershain. Polscy mieszkańcy wsi stali się obiektem prześladowań ze strony nowej władzy. W maju 1939 do Polski wysiedlony został nauczyciel miejscowej szkoły Franciszek Michałowski. W 1939 w sierpniu i we wrześniu prudnickie Gestapo na czele z Maxem Krausem przystąpiło do aresztowania polskich powstańców i działaczy Związku Polaków w Niemczech. Wśród aresztowanych znalazł się Jan Augustyn, który następnie został zamordowany przez nazistów w niemieckim obozie koncentracyjnym Buchenwald .
Po II wojnie światowej, od marca do maja 1945 powiat prudnicki znajdował się pod kontrolą radzieckiej komendantury wojskowej. 11 maja 1945 polska administracja przejęła władzę cywilną w powiecie prudnickim. Mieszkańcom Grabiny, posługującym się dialektem śląskim bądź znającym język polski, pozwolono pozostać we wsi po otrzymaniu polskiego obywatelstwa.
W latach 1945–1950 Grabina należała do województwa śląskiego, a od 1950 do województwa opolskiego. W latach 1945–1954 wieś należała do gminy Śmicz, a w latach 1954–1972 do gromady Ligota Bialska. Podlegała urzędowi pocztowemu w Ścinawie Małej.
Pierwszy powojenny polski nauczyciel przybył do Grabiny 26 maja 1945. Wówczas otwarto nową Publiczną Szkołę Powszechną w budynku byłej niemieckiej szkoły. We wsi powstał pomnik upamiętniający mieszkańców wsi, którzy zginęli podczas wojny. W 2010 Grabina przystąpiła do Programu Odnowy Wsi Opolskiej.
Podczas powodzi we wrześniu 2024 w Grabinie powstała wyrwa w jezdni.

## Mieszkańcy
Miejscowość zamieszkiwana jest przez mniejszość niemiecką oraz Ślązaków. Mieszkańcy wsi posługują się gwarą prudnicką, będącą odmianą dialektu śląskiego.

### Liczba mieszkańców wsi
- 1871 – 624[37]
- 1885 – 707[38]
- 1905 – 769[39]
- 1910 – 801[23]
- 1933 – 798[40]
- 1939 – 722[40]
- 1966 – 638[41]
- 1998 – 496[42]
- 2002 – 474[42]
- 2009 – 439[42]
- 2011 – 430[42]
- 2013 – 415[43]
- 2021 – 433[42]

## Zabytki

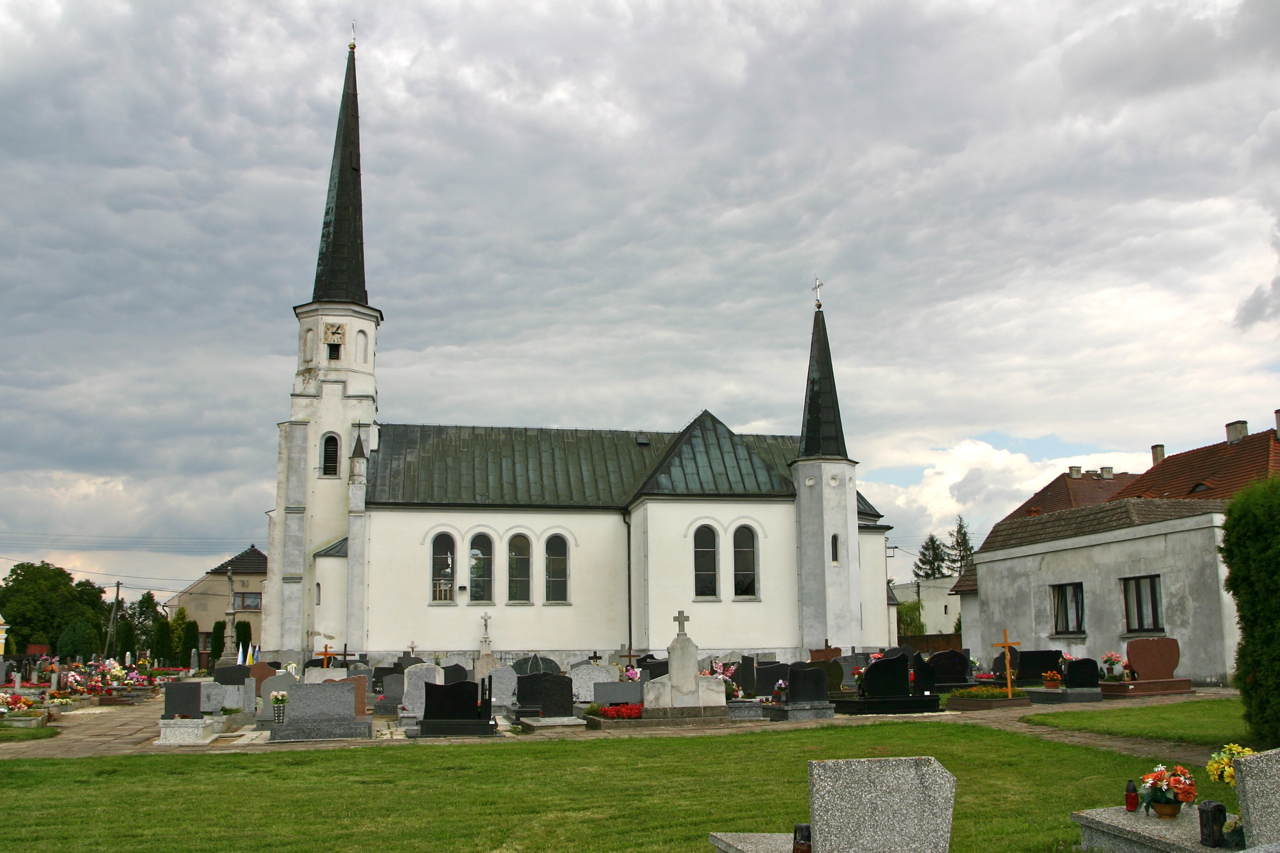
Kościół

Zgodnie z gminną ewidencją zabytków w Grabinie chronione są:
- dom pomocy społecznej, nr 72
- kościół parafialny pw. Matki Boskiej Szkaplerznej
- szkoła
- sala z gospodą
- cmentarz katolicki, przykościelny

## Gospodarka
W Grabinie siedzibę ma firma Pracownia Cukiernicza Kimmel Renata, zrzeszona w Cechu Rzemieślników i Przedsiębiorców w Prudniku.

## Transport
W zarządzie Wydziału Drogownictwa Starostwa Powiatowego w Prudniku znajdują się drogi powiatowe: nr 1252O relacji Biała – Wasiłowice – Otoki – Grabina oraz nr 1528O relacji Stara Jamka – Grabina – Kolonia Otocka.
Grabina posiada połączenia autobusowe z Korfantowem, Prudnikiem. We wsi znajduje się jeden przystanek autobusowy.
Transport autobusowy w Grabinie obsługiwany był przez PKS Prudnik. W 2004 prudnicki PKS został sprywatyzowany z udziałem Connex Polska. W 2008, w wyniku połączenia spółek PKS Connex Prudnik i PKS Connex Kędzierzyn-Koźle, utworzona została spółka Veolia Transport Opolszczyzna, w 2013 przejęta przez Arriva Bus Transport Polska. W 2019 Arriva wycofała się z Prudnika. Wówczas organizacją przewozów pasażerskich w Grabinie i okolicy zajęły się ościenne PKS-y. W grudniu 2021 powołano Powiatowo-Gminny Związek Transportu „Pogranicze”, mający na celu poprawę jakości transportu.

## Oświata
W Grabinie znajduje się Niepubliczna Szkoła Podstawowa im. Bernarda Augustyna, z oddziałem przedszkolnym. Uczęszczają do niej uczniowie z Grabiny, Otok oraz Rzymkowic. W roku szkolnym 2013/2014 w placówce uczyło się 48 uczniów. W latach 2001–2017 szkołę prowadziło Koło Grabina Związku Górnośląskiego. W 2017 kierownictwo szkoły przejęło Stowarzyszenie Rozwoju Edukacji w Grabinie.

## Kultura
W Grabinie działa Niemieckie Koło Przyjaźni (Deutscher Freundeskreis) – oddział terenowy Towarzystwa Społeczno-Kulturalnego Niemców na Śląsku Opolskim. 28 maja 2001 powołano Koło Grabina Związku Górnośląskiego, które do 2017 prowadziło we wsi niepubliczną szkołę podstawową i przedszkole.

## Religia

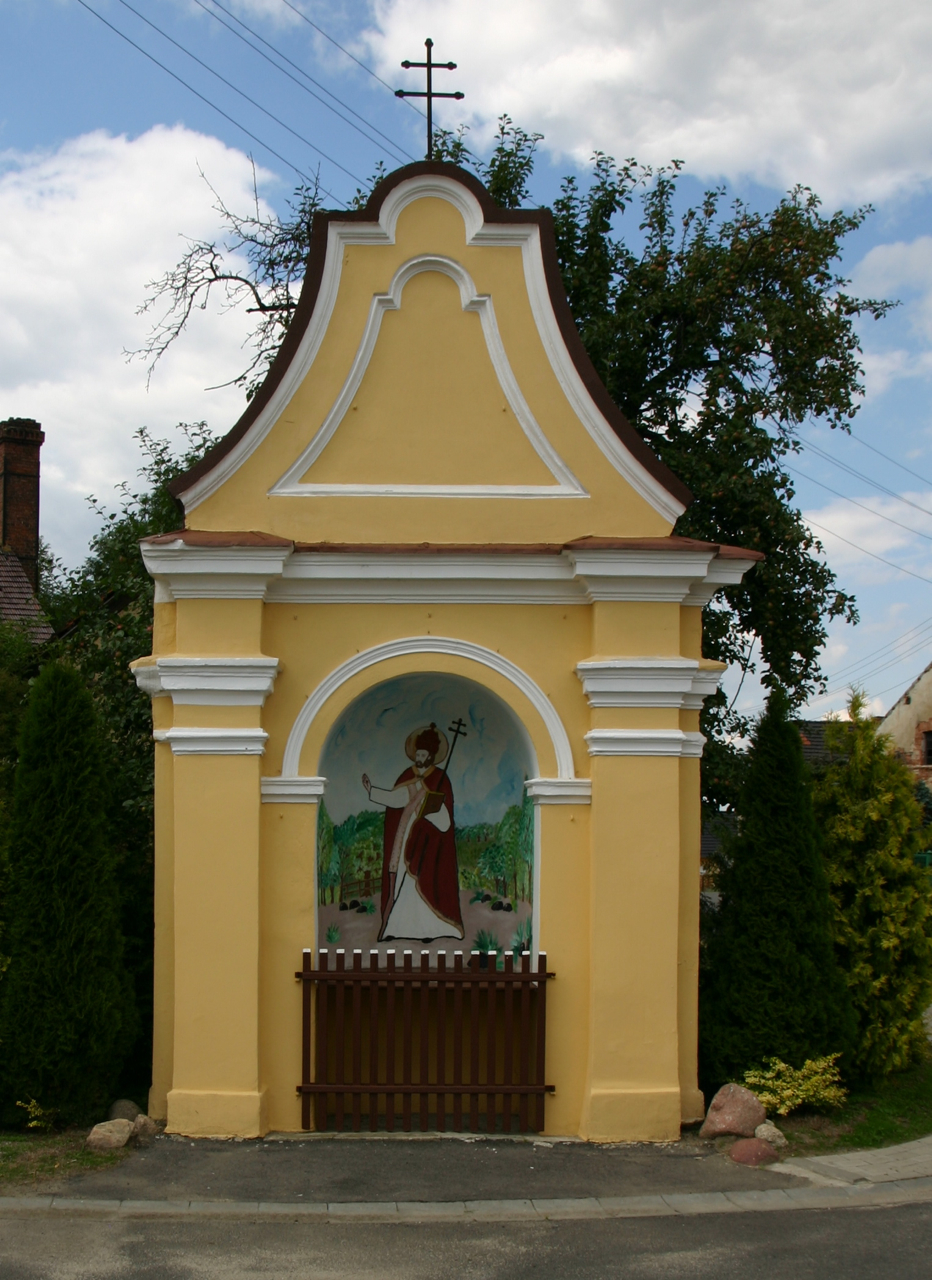
Kaplica św. Urbana

W Grabinie znajduje się katolicki kościół Matki Boskiej Szkaplerznej, który jest siedzibą parafii Matki Boskiej Szkaplerznej (dekanat Biała). We wsi działa placówka Zgromadzenia Sióstr św. Elżbiety. W domu zakonnym pod wezwaniem św. Józefa elżbietanki prowadzą Dom Pomocy Społecznej dla Dorosłych. We wsi stoi kaplica św. Urbana, wzniesiona w 1874.

## Turystyka
Oddział PTTK „Sudetów Wschodnich” w Prudniku ustanowił turystyczną Odznakę Krajoznawczą Ziemi Prudnickiej, którą zdobywa się poprzez zwiedzenie odpowiedniej liczby obiektów w miejscowościach położonych na ziemi prudnickiej, w tym w Grabinie. Przez Grabinę przebiega trasa Kolarskiego Rajdu Dookoła Ziemi Bialskiej, za przejechanie którego PTTK Prudnik przyznaje odznakę.

### Szlaki turystyczne
Przez Grabinę prowadzi szlak turystyczny:
- Szlakami bociana białego (27 km): Biała – Prężyna – Miłowice – Śmicz – Pleśnica – Grabina – Otoki – Wasiłowice – Biała[65]

### Szlaki rowerowe
Przez Grabinę prowadzi szlak rowerowy:
- Trasa rowerowa PTTK nr 263-n: Biała – Wasiłowice – Otoki – Grabina – Kolonia Otocka – Puszyna – Pleśnica – Śmicz – Miłowice – Prężyna – Biała

## Bezpieczeństwo

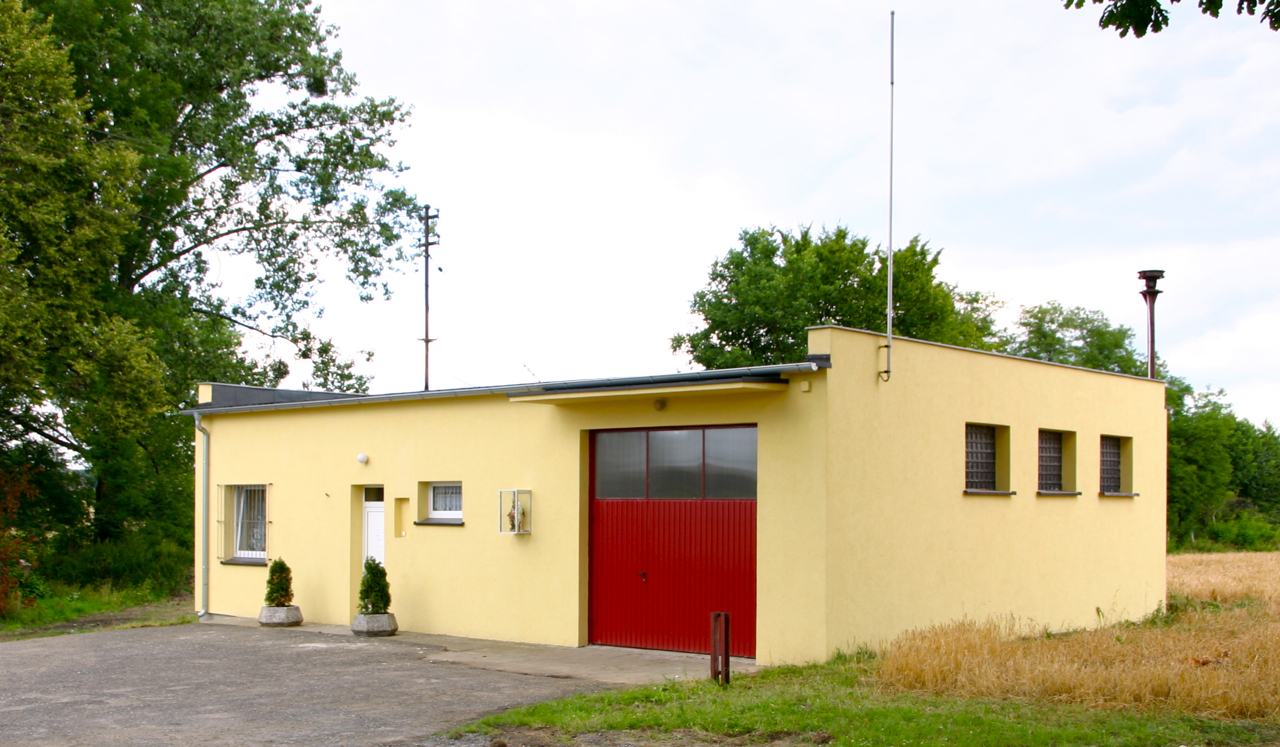
Remiza OSP Grabina

W zakresie ochrony przeciwpożarowej oraz innych miejscowych zagrożeń w Grabinie działa jednostka Ochotniczej Straży Pożarnej.
Miejscowość jest pod opieką dzielnicowego rejonu służbowego nr 16 Komendy Powiatowej Policji w Prudniku (Posterunek Policji w Białej).
Teren wsi, jak i całej gminy Biała, położony jest w strefie nadgranicznej w związku z czym Straż Graniczna dysponuje, na tym obszarze, specjalnymi kompetencjami w zakresie bezpieczeństwa. Gminę Biała obejmuje zasięgiem służbowym placówka Straży Granicznej w Opolu ze Śląskiego Oddziału SG.

## Ludzie związani z Grabiną
- Karol Koziołek (1856–1938) – ksiądz katolicki, działacz narodowy, proboszcz w Grabinie
- Jan Augustyn (1882–1940) – rolnik, działacz społeczny, urodzony w Grabinie
- Alfred Liczbański (1900–1978) – nauczyciel, działacz społeczny i narodowy, żołnierz, kierownik szkoły w Grabinie
- Waleria Nabzdyk (1901–1999) – nauczycielka, działaczka społeczna, powstaniec śląski, żołnierz AK, urodzona w Grabinie
- Paweł Kwoczek (1904–1975) – działacz społeczny i narodowy na Górnym Śląsku, urodzony w Grabinie